# Patreksfjörðurs flygplats
Patreksfjörðurs flygplats är en nedlagd flygplats i republiken Island.  Den ligger i regionen Västfjordarna, i den västra delen av landet, 180 km nordväst om huvudstaden Reykjavík. Patreksfjörðurs flygplats ligger 2 meter över havet.
Flygplatsen lades ner 2011 eftersom den inte hade haft någon kommersiell verksamhet sedan 2000. På den gamla flygplatsen finns en radiofyr.